# XMM-Newton
XMM-Newton (od ang. X-ray Multi-Mirror Newton) – satelita naukowy Europejskiej Agencji Kosmicznej służący do obserwacji Wszechświata w ultrafiolecie i promieniowaniu rentgenowskim.
Satelita został nazwany na cześć wybitnego fizyka Isaaca Newtona; pierwotna nazwa brzmiała: High Throughput X-ray Spectroscopy Mission.
Wystrzelony 10 grudnia 1999 roku na pokładzie rakiety nośnej Ariane 5, z kosmodromu Kourou w Gujanie Francuskiej. XMM-Newton został umieszczony na 48-godzinnej orbicie eliptycznej o bardzo dużej ekscentryczności i nachyleniu 40° (w apogeum sonda znajdowała się w odległości 114 000 km od Ziemi, natomiast w perygeum jedynie ok. 7000 km). Parametry orbity są zmienne (perygeum zmieniało się w zakresie pomiędzy 6000 a 22 000, a apogeum pomiędzy 99 000 a 115 000), jednak okres obiegu Ziemi cały czas wynosi 48 godzin.
Kosmiczne obserwatorium ważyło podczas startu 3800 kg, ma długość 10 m i rozpiętość 16 m (z rozłożonymi panelami baterii słonecznych). Posiada trzy teleskopy promieniowania rentgenowskiego, skonstruowane przez włoską firmę Media Lario, z których każdy zawiera 58 koncentrycznych luster (typu Wolter I). Łączna powierzchnia zbierająca promienie X wynosi 4300 cm². Trzy kamery EPIC (European Photon Imaging Cameras) są czułe na energię z zakresu od 0,2 keV do 12 keV. Inne instrumenty pomiarowe to: dwa spektrometry (czułość poniżej ~2 keV), teleskop Ritchey’a-Chretiena optyczny/ultrafioletowy o średnicy 30 cm.
Misja została zaproponowana w roku 1984 i przyjęta w 1985; zespół projektowy został powołany w roku 1993, a prace rozwojowe ruszyły w 1996. Satelita został zbudowany i przetestowany w okresie od marca 1997 do września 1999. Początkowo, czas trwania misji został ustalony na dwa lata, ale później był kilkukrotnie przedłużany, i obecnie ESA zakłada, że misja XMM potrwa do końca 2026 roku, z ewentualnym dalszym przedłużeniem do 2029. Obserwacje są kierowane i archiwizowane w ośrodku European Space Astronomy Centre (VILSPA) w Villafranca del Castillo w Hiszpanii. Przetwarzanie i zbieranie danych odbywa się także w XMM-Newton Survey Science Centre na Uniwersytecie Leicester (Anglia).
XMM-Newton jest częścią programu Horizon 2000.